# Amenhotep III
Amenhotep III – faraon – władca starożytnego Egiptu z XVIII dynastii, z okresu Nowego Państwa. Według różnych źródeł, panował około: 1388–1351 p.n.e., 1413–1377 p.n.e., 1405–1367 p.n.e. lub 1386–1349 p.n.e. Syn Totmesa IV i Mutemui.

## Żony
W wieku około 12 lat Amenhotep poślubił dziewczynę, która później jako dojrzała kobieta wywarła wielki wpływ na dalsze jego panowanie i losy całej dynastii. Teje była córką Jujego, dygnitarza z Achmim, oficera w oddziale rydwanów i naczelnika stajni; oraz jego żony Czuju. Byli oni również rodzicami Aja, następcy Tutanchamona.

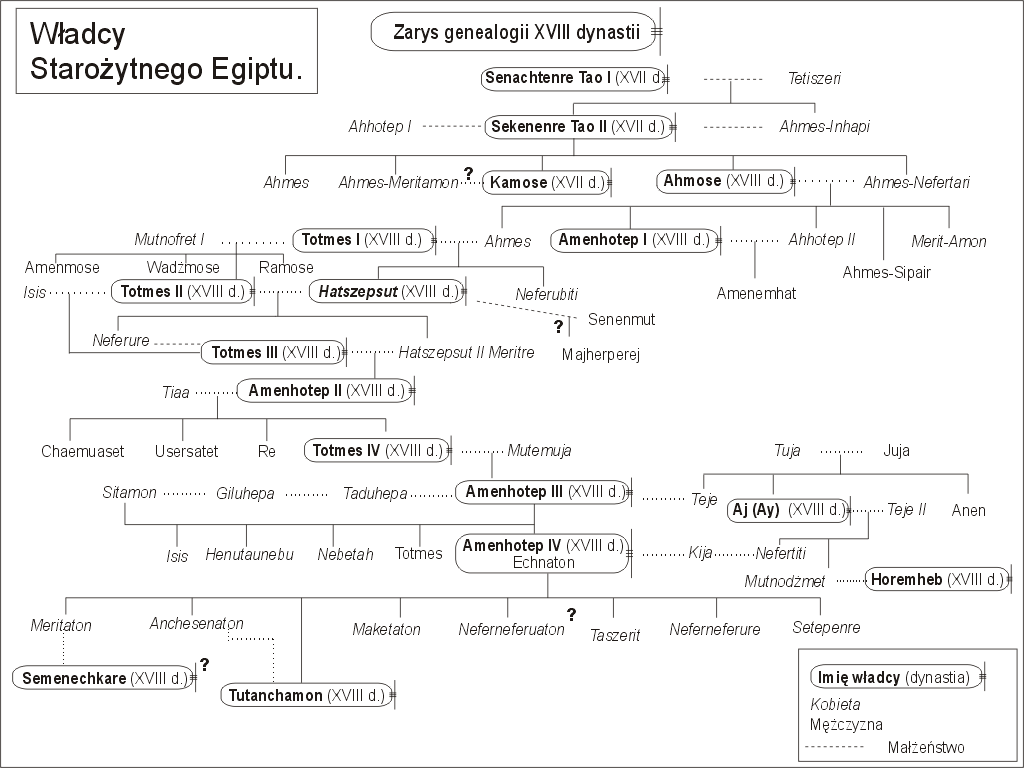
Zarys genealogii XVIII dynastii

Ze związku Amenhotepa z Teje narodzili się: najstarszy syn Totmes, zmarły w młodym wieku, nie osiągnąwszy sukcesji, Amenhotep – następca, późniejszy faraon Echnaton, oraz cztery córki: Sitamon, Isis, Henuttaunebu i Nebetah, z których dwie; Sitamon i Isis, nosiły tytuły królowych. Wpływ Teje na losy państwa wynikał głównie z jej mądrości oraz mocy i niezłomności charakteru. Brała czynny udział we wszystkich przedsięwzięciach dotyczących funkcjonowania państwa: wielkich świętach religijnych, polityce wewnętrznej i zagranicznej. Przeżyła swego męża o około osiem lat. Współrządziła państwem, najpierw jako żona, a później jako matka władcy. Sprawowała regencję w imieniu małoletniego Amenhotepa IV.
Amenhotep III prawdopodobnie darzył Teje głębokim uczuciem i szacunkiem. Otrzymała tytuł Wielkiej Małżonki Królewskiej i Pani Obu Krajów, zbudowano dla niej wspaniały kompleks pałacowy w Malgacie oraz poświęcono jej świątynię w Sedeinga; pomiędzy Drugą i Trzecią Kataraktą. Pozycja królowej na dworze z pewnością była niezwykle mocna. Tylko jej synowie mogli być kandydatami na następców. Brała również udział w negocjowaniu kontraktów, dyplomatycznych związków, zawieranych przez faraona z cudzoziemkami. Amenhotep pojął za żony dwie mitannijskie księżniczki. Pierwszą z nich była Giluhepa – starsza siostra króla Tuszratty. Jednakże wkrótce po zawarciu związku z faraonem, zapewne za sprawą Teje, zniknęła w królewskim haremie. Drugą była córka Tuszratty – Taduhepa. Z listów znalezionych w Amarnie – korespondencji wymienianej między Amenhotepem i Tuszrattą – wiemy, że negocjacje w sprawie tego związku trwały kilka lat, a główną trudnością w osiągnięciu porozumienia była ilość złota, jaką żądał władca Mitanni, za rękę swej córki. W końcu osiągnięto porozumienie i mitannijska księżniczka została wysłana na dwór faraona wraz z orszakiem i eskorta wojskową. Prawdopodobnie aby zapewnić swemu mężowi przyszłych dziedziców, Teje zaaprobowała małżeństwo swej córki Sitamon, z własnym ojcem. Jak później się okazało, związek ten przysporzył rodzinie królewskiej kilkoro dzieci. Sitamon otrzymała również tytuł Wielkiej Małżonki, co zrównywało ją z jej matką. Gdy Amenhotep IV – Echnaton przeniósł dwór królewski do Amarny, Teje przeniosła się tam wraz z nim. Tam też zmarła i została pochowana w królewskim grobowcu.
Gdy w 1898 roku, Victor Loret odkrył w Dolinie Królów grobowiec Amenhotepa II, w jednej z bocznych komór, na stercie gruzu, sięgającej prawie pod sam sufit, znalazł pustą, cedrowa trumnę. Z inskrypcji na niej umieszczonych wynikało, że spoczywała w niej kiedyś Teje. W sekretnej części tego grobowca odkryto, odwinięte z bandaży mumie dwóch kobiet i kilkunastoletniego chłopca. Mumie te nie zostały zidentyfikowane. Prawdopodobnie jedną z kobiet była Teje.

## Początek reformy religijnej
Najprawdopodobniej Teje, żona faraona, zaproponowała mu zmianę dogmatów, stając się prekursorką reformy religijnej, później tak gorliwie wdrażanej, dającej początek okresowi w dziejach Egiptu, znanemu jako Okres Amarneński. Zmiany, choć najmocniej widoczne za panowania następcy Amenhotepa III, były widoczne już za jego panowania.
Widać to po kulcie faraona. Święto sed miało na celu odnowienie sił faraona po latach rządzenia, coraz bardziej przybliżając go do ludzi. Amenhotep wykorzystał trzy rytuały, aby ogłosić się wcieleniem Ra. Jednocześnie faraon twierdził, że jego prawdziwym ojcem był Amon-Ra, który przyjął postać Totemesa IV. Szczególnie mocno widać to w świątyniach wzniesionych przez władcę w Soleb i Sedeinga, gdzie władca był czczony niczym bóg słońca.

## Polityka zagraniczna
Trzydziestosześcioletnie panowanie Amenhotepa zdecydowanie można określić jako okres największego rozkwitu Imperium, jakim niewątpliwie był Egipt w tamtych latach. Był to okres pokoju, dobrobytu i prosperity, swobody życia, wielkich przedsięwzięć budowlanych i wyjątkowo aktywnej działalności dyplomatycznej, czyniącej z Egiptu centrum ówczesnego Wschodu.
Przez pierwszych kilka lat panowania, Amenhotep umocnił panowanie Egiptu w Nubii, utrwalił podległość Cypru, Krety i wysp greckich, ściągając z tych terenów podatki. Z potęgą Egiptu liczyli się również królowie i książęta Syrii i Palestyny, wysyłający na dwór faraona cenne dary. Okres hegemonii nie trwał jednak długo. Wkrótce król Amurru ogłosił się niezależnym władcą, do Palestyny napłynęły plemiona Habiru, a Syrię najechali Hetyci. Amenhotep głęboko pochłonięty mnożeniem bogactw i przepychu swego dworu niechętnie zajmował się sprawami mającymi miejsce na terenach podległych swym wasalom. Nie zareagował nawet gdy Hetyci wtargnęli do Mitanni i zajęli stolicę Tuszratty. Wkrótce stało się jasne, że Egipt nie zamierza angażować się w konflikty zbrojne, a faraon będzie prowadził politykę pokoju, może nie za wszelką, ale zapewne, za wysoką cenę.
Za jego rządów Egipt przeżywał długi okres pokoju, wiążący się z rozwojem sztuki i budową wielu monumentów i świątyń (królewskim architektem był Amenhotep syn Hapu). Za czasów tego faraona wzniesiono m.in. świątynię w Luksorze i świątynię grobową w Tebach Zachodnich (pozostały z niej tzw. kolosy Memnona). Oprócz kultu dawnych bogów, Amenhotep III wzmocnił kult Atona, który stał się następnie jedynym bóstwem Egiptu za panowania jego syna i następcy – Amenhotepa IV (Echnatona).

## Grobowiec
Na miejsce swego wiecznego pobytu, Amenhotep wybrał nieużywaną dotąd, zachodnią cześć Doliny Królów. W 1798 roku grobowiec (KV22), został odkryty i częściowo zbadany przez Edouarda Devilliera, uczestnika napoleońskiej wyprawy do Egiptu. Prace prowadził tu także Theodore Monroe Davis, a w lutym 1915 roku pracował w nim Howard Carter, który odnalazł kilka niewielkich przedmiotów o muzealnej wartości. Malowidła i inskrypcje w grobowcu przedstawiają pełny tekst księgi Amduat.

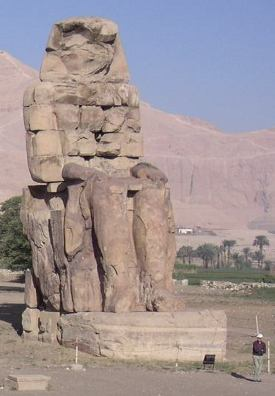
Statua faraona Amenhotepa III – jeden z kolosów Memnona

Równo w wiek po odkryciu grobowca, w lutym 1898, Victor Loret odnalazł mumię króla. Była złożona w sekretnej części grobowca (KV35) Amenhotepa II w trumnie, której dolna część, jak wynikało z inskrypcji, należała do Ramzesa III, a wieko przerobiono dla Seti I. Identyfikacja mumii nie jest pewna. Pomimo inskrypcji na bandażach, w których zapisano tronowe imię Amenhotepa – Nebmaatre, istnieją wątpliwości, a jedna z hipotez mówi nawet, że mumia jest o wiele młodsza niż czasy XVIII dynastii. Mumia została odwinięta z bandaży 23 sierpnia 1905 roku w Kairze. Znajdowała się we wręcz katastrofalnym stanie. Składała się z kilku części. Ręce i nogi oddzielone były od tułowia. Amenhotep przed śmiercią zapewne cierpiał z powodu ostrego stanu zapalnego szczęki. Procesy ropne opanowały całą górną szczękę i okolice pod oczami. Podczas badań odkryto ślady pośmiertnego usuwania, zżartych procesem chorobowym tkanek mięśniowych i kostnych. Powstałe ubytki, podczas mumifikacji, zapełniono mieszaniną drobnych trocin, mułu i piasku. Odkryto również ślady prób konserwacji mumii, dokonanych prawdopodobnie w czasach XXI dynastii. Obecnie mumia Amenhotepa III znajduje się w Muzeum Egipskim w Kairze.

## Posągi
W lutym 2009 roku odkryto w Luksorze dwa posągi Amenhoptepa. Posągi te znaleziono przypadkiem przy oczyszczaniu świątyni ku czci faraona. Jeden z posągów ukazujący go w tradycyjnym stroju faraona, wykonano z czarnego granitu. Drugi natomiast przedstawia go jako sfinksa.

## Skarabeusze Amenhotepa III
Z okresu panowania tego władcy pochodzi ponad dwieście skarabeuszów dużych rozmiarów (47-110 mm), które upamiętniają ważne wydarzenia z życia króla. Obejmują one pięć serii tematycznych:

### Polowanie króla na dzikie bydło (pięć skarabeuszy)
2 rok panowania Jego Królewskiej Mości, Horusa Potężnego byka, który ukazał się jako prawda, Dwóch Pań Tego, który ustanawia prawa i uspakaja oba kraje, Horusa złotego Wielkiego siłą, który pokonuje Azjatów, króla Górnego i Dolnego Egiptu, Pana obu krajów, Pana prawdy Re, syna Re Amenhotepa, władcy Teb, obdarzonego życiem i małżonki królewskiej Teje, oby żyła.
Cud przydarzył się Jego Królewskiej Mości. Zameldowano Jego Królewskiej Mości, że na pustyni w rejonie Fajum znajduje się dzikie bydło. Jego Królewska Mość wyruszył wieczorem na północ królewskim statkiem 'Ukazanie się w prawdzie', pokonał piękną drogę i rankiem przybył szczęśliwie do rejonu Fajum. Jego Królewska Mość ukazał się na koniu, a jego cała armia towarzyszyła mu. Sprowadzono urzędników i wszystkich żołnierzy, a także rekrutów, aby obserwować to dzikie bydło. Wtedy Jego Królewska Mość rozkazał otoczyć to dzikie bydło murem i rowem. Jego Królewska Mość pociągnął przeciwko temu całemu bydłu, którego liczba wynosiła 170 sztuk. Liczba bydła, którego Jego Królewska Mość tego dnia upolował, wyniosła 56 sztuk. Jego Królewska Mość spędził cztery dni nie dając odpoczynku swoim koniom. Kiedy Jego Królewska Mość pojawił się na koniu, liczba bydła, które zdobył w czasie polowania, wyniosła 40 sztuk, razem 94 sztuki.

### Małżeństwo króla z Teje (64 skarabeusze)
Niech żyje Horus Potężny byk, który ukazał się jako prawda, Dwie Panie Ten, który ustanawia prawa i uspakaja oba kraje, Horus złoty Wielki siłą, który pokonuje Azjatów, król Górnego i Dolnego Egiptu Pan prawdy Re, syn Re Amen-hotep, władca Teb, obdarzony życiem.
Wielka małżonka królewska Teje, oby żyła. Imię jej ojca jest Juja, imię jej matki – Tuja. Jest ona żoną potężnego króla, którego południowa granica sięga Karoj, a północna Nahariny.

### Polowanie na lwy (137 skarabeuszy)
Niech żyje Horus Potężny byk, który ukazał się jako prawda, Dwie Panie Ten, który ustanawia prawa i uspakaja oba kraje, Horus złoty Wielki siłą, który pokonuje Azjatów, król Górnego i Dolnego Egiptu, Pan obu krajów, Pan prawdy Re, syn Re Amenhotep, władca Teb, obdarzony życiem, małżonka królewska Teje, oby żyła.
Liczba lwów, które Jego Królewska Mość sprowadził jako osobiście upolowane od pierwszego aż do dziesiątego roku panowania wynosi 102 dzikie lwy.

### Sprowadzenie księżniczki Giluchepy do haremu (6 skarabeuszy)
10 rok panowania Jego Królewskiej Mości Horusa Potężnego byka, który ukazał się jako prawda, Dwóch Pań Tego, który ustanawia prawa i uspakaja oba kraje, Horusa złotego Wielkiego siłą, który pokonuje Azjatów, króla Górnego i Dolnego Egiptu, Pana rytuałów Pana prawdy Re, wybranego przez Re, syna Re Amenhotepa, władcy Teb, obdarzonego życiem, i wielkiej małżonki królewskiej Teje, oby żyła. Imię jej ojca jest Juja, imię jej matki – Tuja.
Cud przyprowadzony dla Jego Królewskiej Mości, oby żył w szczęściu i zdrowiu, córka księcia Nahariny, Sutarny, Giluchepa i 317 kobiet z jej haremu.

### Założenie jeziora (2 skarabeusze)
2 rok panowania, trzeci miesiąc pory achet, dzień pierwszy Jego Królewskiej Mości Horusa Potężnego byka, który ukazał się jako prawda, Dwóch Pań Tego, który ustanawia prawa i uspakaja oba kraje, Horusa złotego Wielkiego siłą, który pokonuje Azjatów, króla Górnego i Dolnego Egiptu, Pana prawdy Re, syna Re Amenhotepa, władcy Teb, obdarzonego życiem, wielkiej małżonki królewskiej Teje, oby żyła.
Jego Królewska Mość kazał zrobić jezioro dla wielkiej małżonki królewskiej Teje w jej mieście Dżarucha. Długość jeziora wynosi 3700 łokci, a jego szerokość -700 łokci. Jego Królewska Mość obchodził otwarcie jeziora w trzecim miesiącu pory achet, dnia 16, wiosłując na statku królewskim „Tarcza słoneczna świeci”.

## Tytulatura
| G5 |

| G5 |

| E1 · D40 | xa | m | H6 |

| E1 · D40 | xa | m | H6 |

| E1 · D40 | xa | m | H6 |

| E1 · D40 | xa | m | H6 |

| G5 |

| G5 |

| E1 · D40 | xa | m | H6 |

| E1 · D40 | xa | m | H6 |

| E1 · D40 | xa | m | H6 |

| E1 · D40 | xa | m | H6 |

| G16 |

| G16 |

| s | mn · n · Y1 | h · p | w | Z2 | s | g · r | H | a · Y1 · N17 · N17 |

| s | mn · n · Y1 | h · p | w | Z2 | s | g · r | H | a · Y1 · N17 · N17 |

| s | mn · n · Y1 | h · p | w | Z2 | s | g · r | H | a · Y1 · N17 · N17 |

| s | mn · n · Y1 | h · p | w | Z2 | s | g · r | H | a · Y1 · N17 · N17 |

| G16 |

| G16 |

| s | mn · n · Y1 | h · p | w | Z2 | s | g · r | H | a · Y1 · N17 · N17 |

| s | mn · n · Y1 | h · p | w | Z2 | s | g · r | H | a · Y1 · N17 · N17 |

| s | mn · n · Y1 | h · p | w | Z2 | s | g · r | H | a · Y1 · N17 · N17 |

| s | mn · n · Y1 | h · p | w | Z2 | s | g · r | H | a · Y1 · N17 · N17 |

| G8 |

| G8 |

| aA · xpS · D40 | H | A24 | S22 · t | A | Z2 |

| aA · xpS · D40 | H | A24 | S22 · t | A | Z2 |

| aA · xpS · D40 | H | A24 | S22 · t | A | Z2 |

| aA · xpS · D40 | H | A24 | S22 · t | A | Z2 |

| G8 |

| G8 |

| aA · xpS · D40 | H | A24 | S22 · t | A | Z2 |

| aA · xpS · D40 | H | A24 | S22 · t | A | Z2 |

| aA · xpS · D40 | H | A24 | S22 · t | A | Z2 |

| aA · xpS · D40 | H | A24 | S22 · t | A | Z2 |

| M23 · X1 | L2 · X1 |

| M23 · X1 | L2 · X1 |

| N5 | C10 | V30 |

| N5 | C10 | V30 |

| N5 | C10 | V30 |

| N5 | C10 | V30 |

| M23 · X1 | L2 · X1 |

| M23 · X1 | L2 · X1 |

| N5 | C10 | V30 |

| N5 | C10 | V30 |

| N5 | C10 | V30 |

| N5 | C10 | V30 |

| G39 | N5 |

| G39 | N5 |

| i | mn · n · Htp | HqA | R19 |

| i | mn · n · Htp | HqA | R19 |

| i | mn · n · Htp | HqA | R19 |

| i | mn · n · Htp | HqA | R19 |

| G39 | N5 |

| G39 | N5 |

| i | mn · n · Htp | HqA | R19 |

| i | mn · n · Htp | HqA | R19 |

| i | mn · n · Htp | HqA | R19 |

| i | mn · n · Htp | HqA | R19 |